# 자를루이

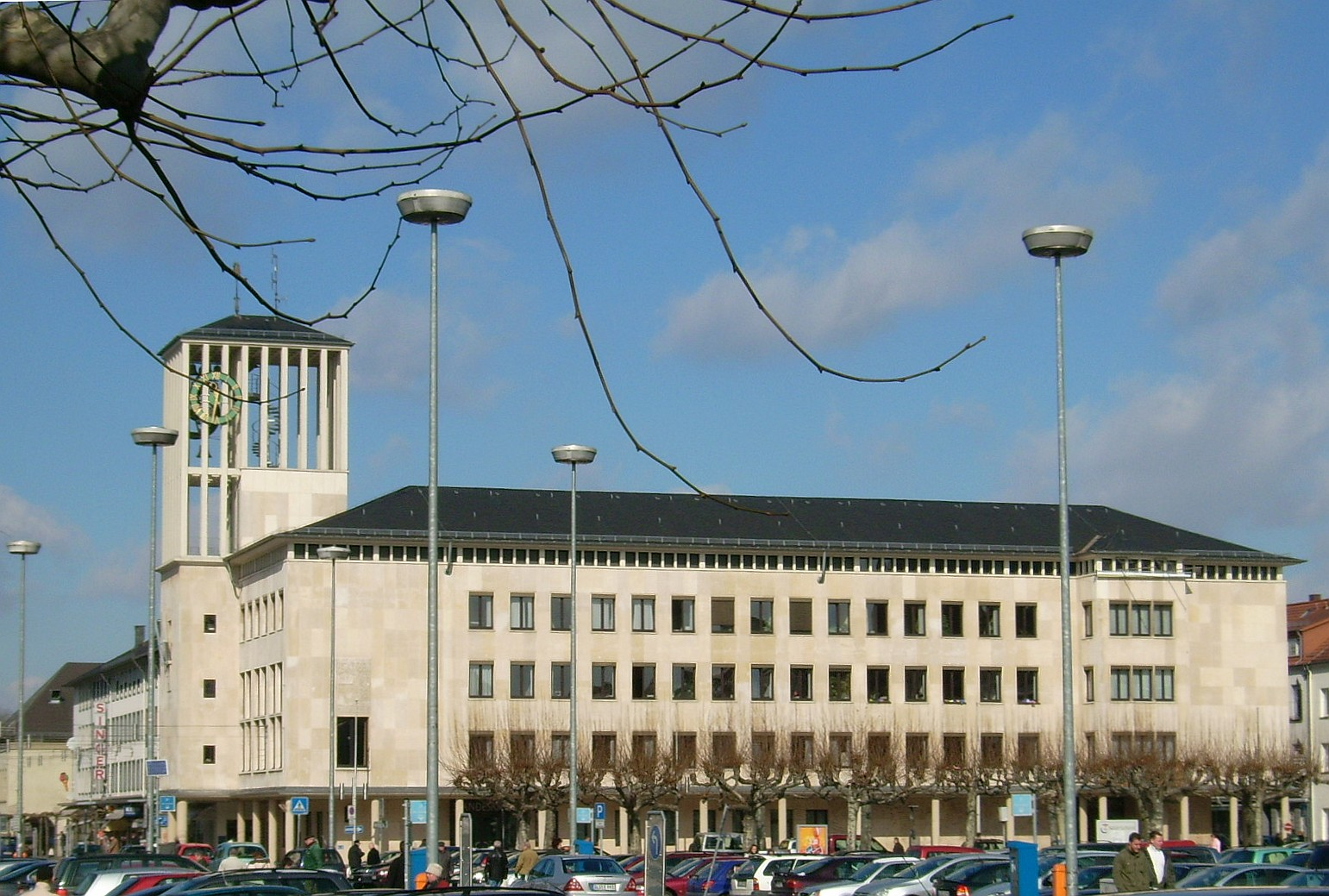

자를루이(독일어: Saarlouis [zaːrˈlʊɪ], 프랑스어: Sarrelouis)는 독일 서부 자를란트주에 있는 도시이다. 인구 37,328(2009).
프랑스 국경 근처, 자르브뤼켄 서북쪽의 자르강 연안에 위치한다. 1680년 프랑스 루이 14세 때 세워져서 자를루이라 부르게 되었고, 요새가 구축되었다. 1697년 이후 로렌 지방은 독립적인 지위를 유지했으나, 자를루이 일대는 프랑스의 고립영토로 프랑스 동쪽 국경의 요충지였다. 프랑스 혁명 기간 중 자르리브르(프랑스어: Sarre-Libre)라 명칭이 변경되었다가 1810년 원래 명칭으로 환원되었고, 1815년 프로이센에 양도되었다. 제1차 세계대전 후 프랑스에 점령되었다가 1935년 다시 독일로 넘어왔다. 그 다음해, 나치 독일은 프랑스식 명칭을 독일식 명칭 자를라우테른(독일어: Saarlautern)으로 변경하였다. 제2차 세계대전 후, 원래 명칭으로 환원되었고, 프랑스가 다시 점령했다. 프랑스가 철수하고 1957년 자르 지방이 독일 연방 공화국의 정식 주 중 하나가 되면서 자르루이도 다시 완전히 독일에 속하게 되었다. 인근 석탄·철 생산과 관련 공업으로 발전하였고 그 외에도 다양한 공업이 이루어진다.